# 木更津統括センター
木更津統括センター（きさらづとうかつセンター）は、東日本旅客鉄道（JR東日本）千葉支社の駅・運転士・車掌を所管する組織である。
2022年3月12日に、木更津、君津、横田、久留里の各駅、木更津運輸区を統合して発足。2023年7月1日に、五井、館山の各駅をさらに統合する。

## 所管

### 駅
- 木更津駅
- 八幡宿駅★
- 五井駅
- 姉ケ崎駅★
- 長浦駅★
- 袖ケ浦駅★
- 巌根駅★
- 君津駅
- 青堀駅★
- 大貫駅★
- 佐貫町駅★
- 上総湊駅★
- 竹岡駅☆
- 浜金谷駅★
- 保田駅★
- 安房勝山駅●
- 岩井駅★
- 富浦駅★
- 那古船形駅☆
- 館山駅
- 九重駅☆
- 千倉駅★
- 千歳駅☆
- 南三原駅★
- 和田浦駅☆
- 上総清川駅☆
- 東清川駅☆
- 横田駅
- 東横田駅☆
- 馬来田駅●
- 下郡駅☆
- 小櫃駅☆
- 俵田駅☆
- 久留里駅
- 平山駅☆
- 上総松丘駅☆
- 上総亀山駅☆

### 乗務ユニット
- 木更津駅構内に設置（旧木更津運輸区）
- 担当線区（運転士）
  - 京葉線：東京 - 蘇我間（特急列車のみ）
  - 内房線：千葉 - 安房鴨川間
  - 外房線：上総一ノ宮 - 安房鴨川間（E131系使用のワンマン列車のみ）
  - 久留里線：木更津 - 上総亀山間
  - 優等列車 : 特急わかしお・特急さざなみ

- 担当線区（車掌）
  - 京葉線：東京 - 蘇我間（特急列車のみ）
  - 内房線：千葉 - 安房鴨川間
  - 久留里線：木更津 - 上総亀山間
  - 外房線 : 千葉 - 勝浦 間
  - 優等列車 : 特急わかしお・特急さざなみ・特急新宿さざなみ

## 歴史
- 2022年3月12日 - 木更津統括センター（木更津、君津、横田、久留里各駅、木更津運輸区の統合）が発足。木更津運輸区を廃止する。
- 2023年7月1日 - 五井、館山の各駅を統合する。